# Rico Fata
Rico Fata (* 12. Februar 1980 in Sault Ste. Marie, Ontario) ist ein ehemaliger italo-kanadischer Eishockeyspieler, der im Verlauf seiner aktiven Karriere zwischen 1995 und 2013 unter anderem 230 Spiele für die Calgary Flames, New York Rangers und Pittsburgh Penguins in der National Hockey League (NHL) auf der Position des Centers bestritten hat. Darüber hinaus absolvierte Fata über 260 weitere Partien in der Schweizer National League A (NLA). Sein jüngerer Bruder Drew Fata war ebenfalls professioneller Eishockeyspieler.

## Karriere

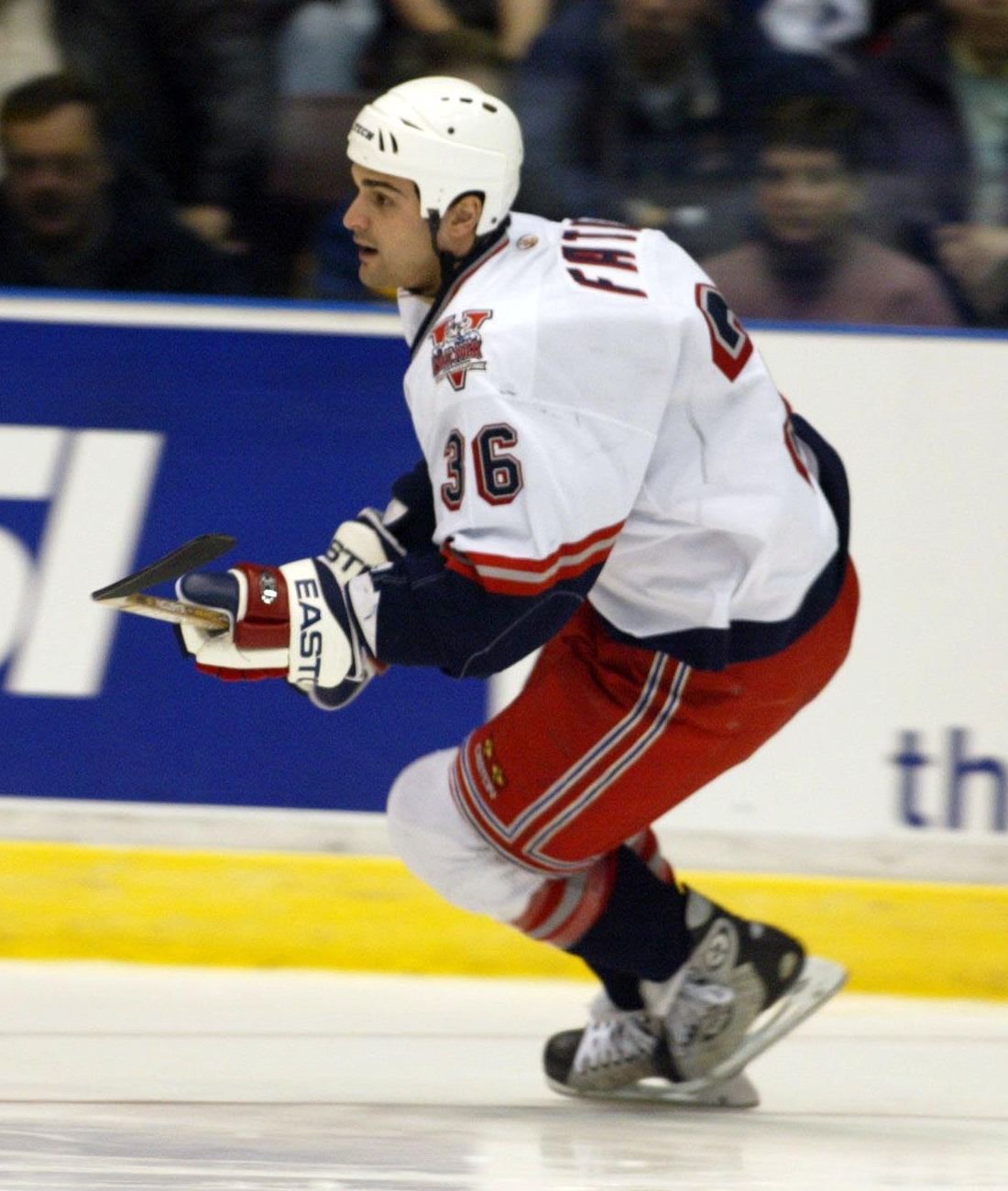
Fata im Trikot des Hartford Wolf Pack (2002)

Fata verbrachte seine Juniorenzeit zwischen 1995 und 1999 in der Ontario Hockey League (OHL), wo er zunächst eine Saison bei den Sault Ste. Marie Greyhounds verbrachte und anschließend für die London Knights aktiv war. Im NHL Entry Draft 1998 war der Stürmer während dieser Zeit in der ersten Runde als insgesamt sechster Spieler von den Calgary Flames aus der National Hockey League (NHL) ausgewählt worden.
Trotz dieser hohen Draftposition gelang es ihm nicht, sich bis zu seinem Wechsel über die Waiver-Liste zu den New York Rangers im Jahr 2001 in Calgary durchzusetzen, sodass er zumeist in unterklassigen Farmteams eingesetzt wurde. Auch in New York blieb ihm ein Durchbruch verwehrt, sodass er nach eineinhalb Spielzeiten im Februar 2003 von den Rangers zu den Pittsburgh Penguins wechselte. Gemeinsam mit ihm wechselten Joël Bouchard, Richard Lintner und Mikael Samuelsson zu den Penguins während Mike Wilson, Alexei Kowaljow, Janne Laukkanen und Dan LaCouture in den Big Apple gingen. Über die Atlanta Thrashers, die ihn nach der Lockout-Saison ebenfalls über den Waiver verpflichtet hatten, gelangte Fata im März 2006 ebenso zu den Washington Capitals. Während des NHL-Lockouts in der Saison 2004/05 spielte der Italo-Kanadier beim italienischen Serie-A1-Klub Asiago Hockey.
Die Capitals verließ Fata während der Saison 2006/07 in Richtung Deutschland und schloss sich den Adler Mannheim aus der Deutschen Eishockey Liga (DEL) an, mit denen er die Deutsche Meisterschaft und den Pokalwettbewerb gewann. Zwar besaß der Angreifer einen Vertrag bis zum Frühjahr 2009 in Mannheim, allerdings wurde dieser im September desselben Jahres mit sofortiger Wirkung aufgelöst. Fata wechselte zum EHC Biel in die Schweizer National League A (NLA), wo er insgesamt drei Spielzeiten verbrachte. Nachdem er für das Spieljahr 2011/12 keinen Vertrag mehr erhalten hatte, wechselte er zum Ligakonkurrenten Genève-Servette HC. Dort unterzeichnete er einen Einjahresvertrag. Für die Saison 2013/14 wurde Fata vom finnischen Erstligisten Helsingfors IFK aus der Liiga unter Vertrag genommen, aber schon nach wenigen Wochen entlassen. Anschließend beendete er im Alter von 33 Jahren seine Karriere.

### International
Fata vertrat die kanadische U20-Nationalmannschaft bei der U20-Junioren-Weltmeisterschaft 1999. Im Turnierverlauf erzielte er ein Tor und drei Torvorlagen. Im Finalspiel unterlag er mit den Ahornblättern gegen Russland und gewann die Silbermedaille.
Für die A-Nationalmannschaft bestritt der Stürmer im Rahmen des Deutschland Cup 2008 eine Partie. Zudem war er Mitglied des Team Canada bei den Austragungen des Spengler Cups der Jahre 2008 und 2011.

## Erfolge und Auszeichnungen
| - 1996 Jack Ferguson Award - 1998 Teilnahme am CHL Top Prospects Game - 2000 Teilnahme am AHL All-Star Classic - 2000 AHL All-Rookie Team - 2001 Calder-Cup-Gewinn mit den Saint John Flames | - 2002 Teilnahme am AHL All-Star Classic - 2002 AHL Second All-Star Team - 2007 Teilnahme am DEL All-Star Game - 2007 Deutscher Pokalsieger mit den Adler Mannheim - 2007 Deutscher Meister mit den Adler Mannheim |

### International
- 1999 Silbermedaille bei der U20-Junioren-Weltmeisterschaft

## Karrierestatistik

### International
Vertrat Kanada bei:
- U20-Junioren-Weltmeisterschaft 1999

(Legende zur Spielerstatistik: Sp oder GP = absolvierte Spiele; T oder G = erzielte Tore; V oder A = erzielte Assists; Pkt oder Pts = erzielte Scorerpunkte; SM oder PIM = erhaltene Strafminuten; +/− = Plus/Minus-Bilanz; PP = erzielte Überzahltore; SH = erzielte Unterzahltore; GW = erzielte Siegtore; 1 Play-downs/Relegation; Kursiv: Statistik nicht vollständig)